# Mortrée
Mortrée é uma comuna francesa na região administrativa da Normandia, no departamento de Orne. Estende-se por uma área de 32.26 km². Em 2010 a comuna tinha 1 187 habitantes (densidade: 36,8 hab./km²).
Em 1 de janeiro de 2019, incorporou ao seu território a antiga comuna de Saint-Hilaire-la-Gérard.